# Ricardo Romero de Tejada
Ricardo Romero de Tejada y Picatoste est un homme politique espagnol membre du Parti populaire (PP), né le 25 février 1948 à Madrid.
Il devient conseiller municipal de Majadahonda en 1982 sous les couleurs de l'Alliance populaire (AP). Il est maire de Majadahonda entre 1989 et 2001, ainsi que secrétaire général du Parti populaire de Madrid de 1996 à 2004.